# أساسيات تلوين الزهرة الزرقاء

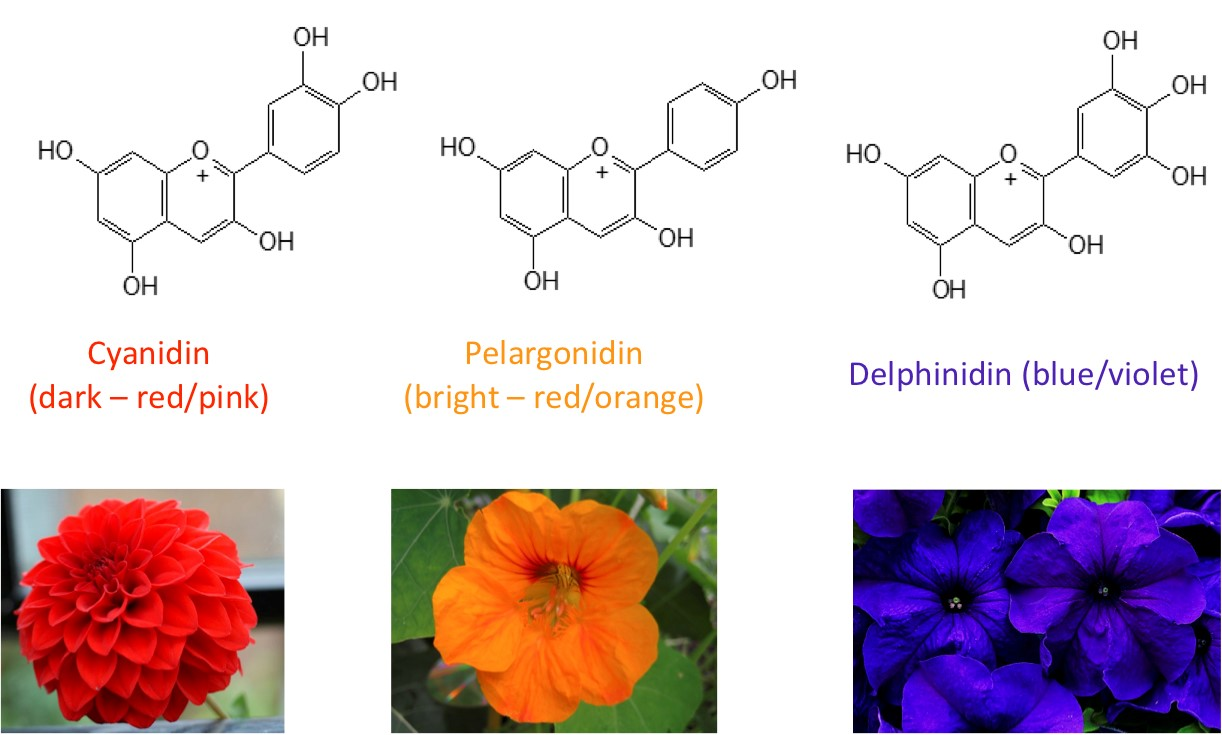
التركيبات الكيميائية للأنثوسيانين الرئيسية الثلاثة

كان لون الزهرة الزرقاء دائمًا مرتبطًا بشيء غير عادي ومرغوب فيه. تم افتراض أن الورود الزرقاء على وجه الخصوص هي حلم لا يمكن تحقيقه. اللون الأزرق في بتلات الزهور ناتج عن الأنثوسيانين، وهي أعضاء في مستقلبات فئة الفلافونويد. يمكننا تنويع ثلاث فئات رئيسية من أصباغ الأنثوسيانين: نوع السيانيد (مجموعتان من الهيدروكسيل في الحلقة-ب) المسؤولة عن التلوين الأحمر، ونوع بيلارجونيدين (مجموعة هيدروكسيل واحدة في الحلقة-ب) المسؤولة عن اللون البرتقالي، ونوع الدلفيندين (ثلاث مجموعات هيدروكسيل في الحلقة-ب) المسؤولة عن تلوين الزهرة باللون البنفسجي/ الأزرق والفاكهة. يتمثل الاختلاف الرئيسي في بنية نوع الأنثوسيانين المدرج في عدد مجموعات الهيدروكسيل في الحلقة-ب للأنثوسيانين. ومع ذلك، في الحالة الأحادية، لا تظهر الأنثوسيانين أبدًا اللون الأزرق في الأس الهيدروجيني الحمضي والمحايد الضعيف. إن آلية تكوين اللون الأزرق معقدة للغاية في معظم الحالات، فوجود أصباغ من نوع دلفيندين ليس كافيًا، يلعب دور كبير أيضًا الأس الهيدروجيني وتشكيل معقدات الأنثوسيانين مع الفلافونات والأيونات المعدنية.

## الآليات

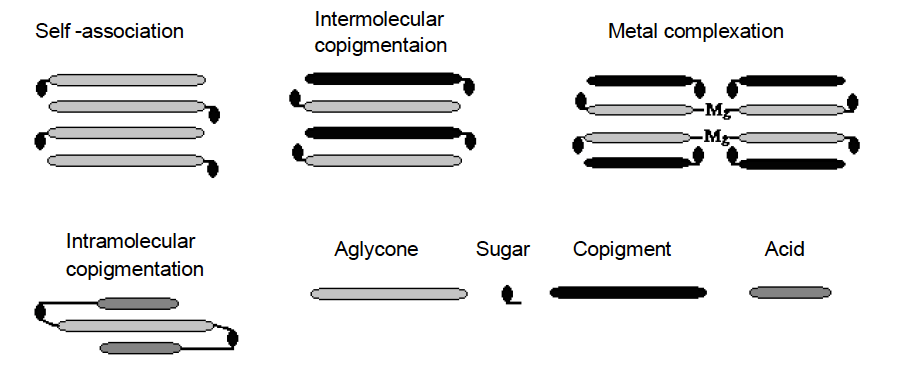
آليات تكوين اللون الأزرق

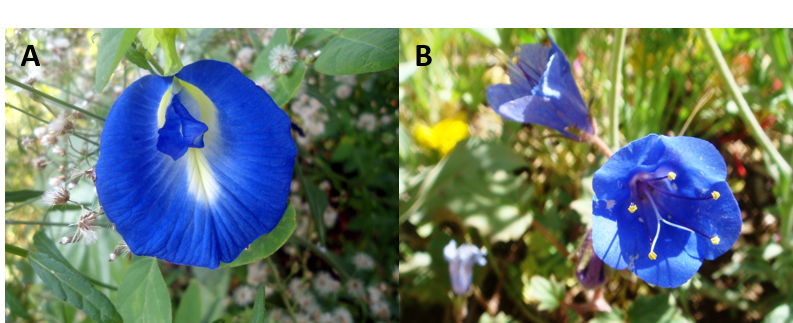
زهرة المازيون الهندي (يسار) وزهرة فاسيلا كامبانولاريا (يمين)

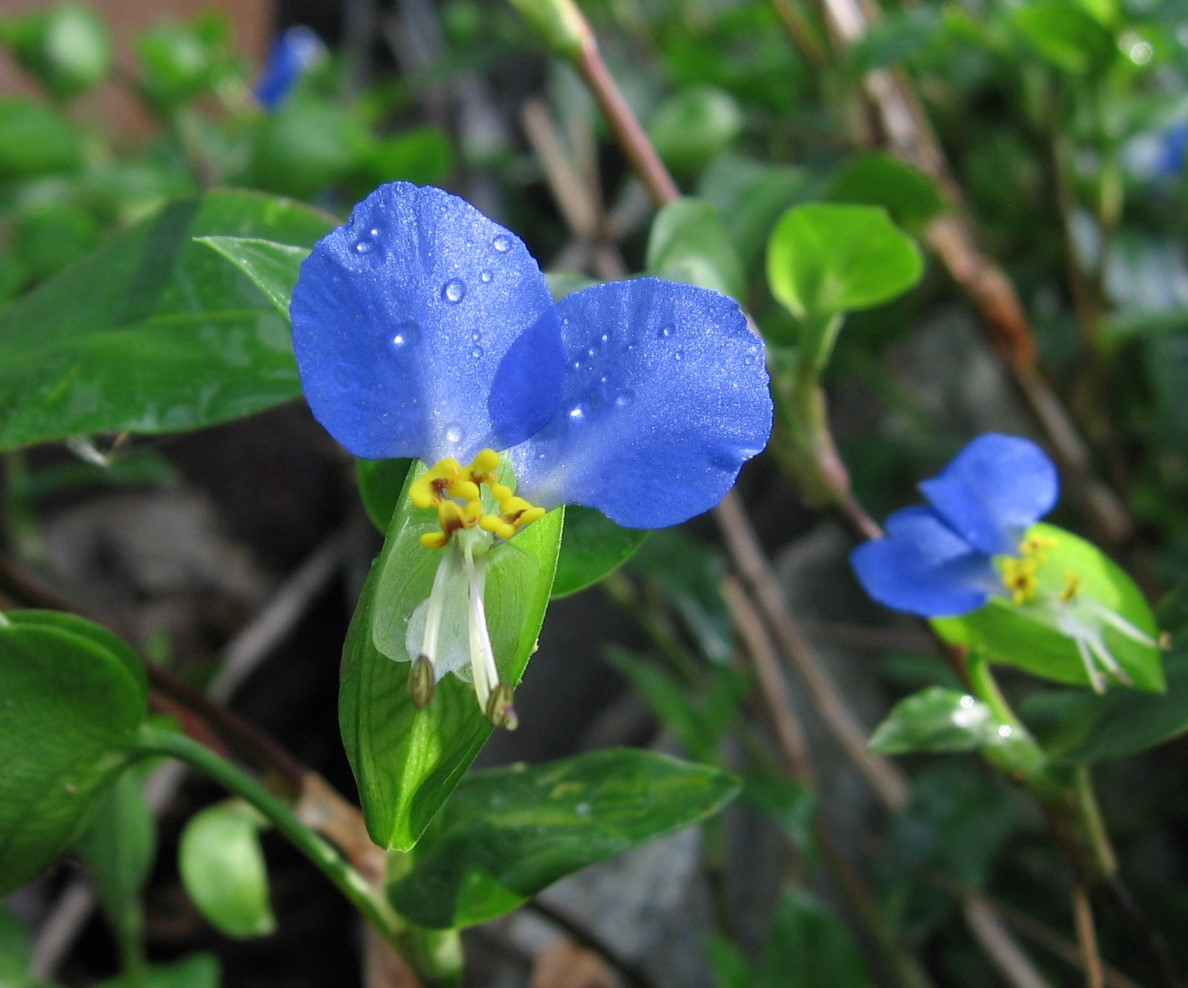
نبتة وعلان شائع

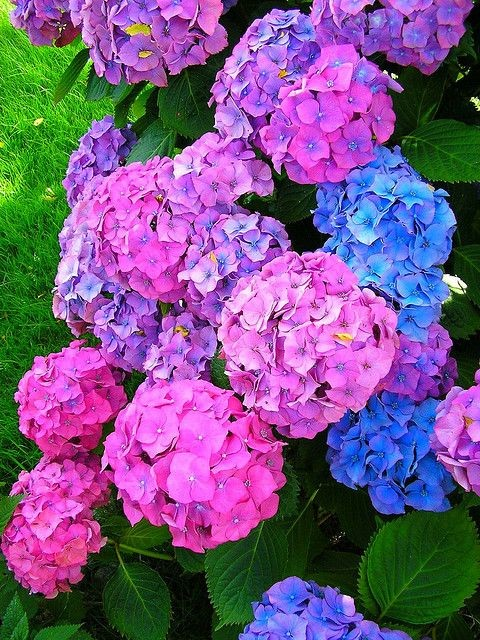
الكوبية بألوان أزهار مختلفة

الارتباط الذاتي يرتبط بتركيز الأنثوسيانين. عندما يكون التركيز أعلى، يمكننا ملاحظة التغيير في الحد الأقصى للامتصاص وزيادة كثافة اللون. ترتبط جزيئات الأنثوسيانين معًا مما ينتج عنه لون أقوى وأكثر قتامة.
التصبغ المشترك يستقر ويوفر الحماية للأنثوسيانين في المعقدات. تكون الأصباغ المشتركة عديمة اللون أو ذات لون أصفر قليلاً. عادةً ما تكون الأصباغ المشتركة عبارة عن مركبات الفلافونويد (فلافون، فلافونول، فلافانون، فلافانول)، بوليفينول آخر، قلويدات، أحماض أمينية أو أحماض عضوية. أكثر الأصباغ المشتركة فعالية هي الفلافونول مثل الروتين أو الكيرسيتين والأحماض الفينولية مثل حمض سينابيك أو حمض الفيروليك. يؤدي ارتباط الصباغ المشترك مع الأنثوسيانين إلى تأثير باثوكروميك، وتحول أقصى امتصاص إلى طول موجي أعلى، ونتيجة لذلك يمكننا ملاحظة تغير اللون من الأحمر إلى الأزرق. تسمى هذه الظاهرة أيضًا بتأثير الصبغة الزرقاء. يمكننا تنويع نوعين من التصبغ المشترك، بين الجزيئات وداخل الجزيئات. في النوع الأول يرتبط الصباغ المشترك بالأنثوسيانين برابطة غير تساهمية (رابطة هيدروجينية، تفاعل كاره للماء، تفاعل أيوني). في النوع الثاني، يمكننا ملاحظة أسيل تساهمية لشق جليكوزيل الأنثوسيانين. التصبغ المشترك الجزيئي له تأثير أقوى على اللون. يسمى هذا النوع من التكديس الوقائي أيضًا نوع التكديس وهو آلية شائعة جدًا في تكوين لون الزهرة الزرقاء. تيرانتين الموجود في زهرة المازريون الهندي (البازلاء الفراشة) وفاسيليانين الموجود في زهرة فاسيلا كامبانولاريا هي أمثلة على الأصباغ ذات التصبغ المشترك داخل الجزيئات.
معقدات المعادن: غالبًا ما يرتبط لون الزهرة الزرقاء بوجود الأنثوسيانين في تجمعات (معقدات) مع أيونات المعادن. تتكون الأنثوسيانين المعدنية من الأنثوسيانين والفلافونات وأيونات المعادن بكميات متكافئة تبلغ 6: 6: 2 على التوالي. المعادن النموذجية في معقدات الأنثوسيانين هي الحديد (Fe) والمغنيسيوم (Mg) والألمنيوم (Al) والنحاس (Cu) والبوتاسيوم (K) والقصدير (Sn). الأنثوسيانين التي يمكن أن تشكل معقدات مع أيونات المعادن هي فقط نوع سيانيدين أو دلفيندين، لأن مجموعتين هيدروكسيل حرة على الأقل في الحلقة-ب ضروريان لوجودهما.
أمثلة على الأنثوسيانين المعدني: يحتوي الكوملينين المعزول من نبات وعلان شائع على مالونيلاوبانين (نوع: دلفيندين)، وفلافوكوملين (كصبغة مشتركة) وأيونات المغنيسيوم في نسبة متكافئة 6: 6: 2. السيانين المعدني هو صبغة زرقاء من نبات القنطريون العنبري. وهو يتألف من سكسينيل كولين (الأنثوسيانين) ومالونيل فلافون (صبغة مشتركة) وأنيونات الحديد والمغنيسيوم واثنين من أيونات الكالسيوم لتثبيت المركب. المثير للاهتمام هو أن نفس الأنثوسيانين عندما لا يكون معقدًا مع أيونات المعادن موجود في بتلات الورد الأحمر.
أصباغ معقدة معدنية ضبابية: في الأزهار ذات اللون الأزرق، في كثير من الأحيان بدلاً من -المعقدات المعدنية- يمكننا العثور على -أصباغ معقدة غير متكافئة المعادن- مثبتة عن طريق التصبغ المشترك. تظهر هذه الأصباغ اللون الأزرق فقط في محلول مائي وتكون أقل ثباتًا من الأنثوسيانين المعدني. مثال على هذا النوع من الأصباغ موجود في الكوبية الكأسية (الأرطنسية الكأسية). الأنثوسيانين الرئيسي هنا هو دلفيندين -3 جلوكوزيد الذي يجب أن ينتج عنه تكوين الزهرة الزرقاء، ولكن الأصناف ذات الزهور الحمراء والوردية موجودة أيضًا. من المعروف أن تحمض التربة يمكن أن يتسبب في تغير لون زهرة الكوبية من الأحمر/الوردي إلى الأزرق/البنفسجي. تفسير هذه الظاهرة يمكن أن نجد في النسبة المولية للصبغة المشتركة (حمض الأسيلكونينيك) إلى الأنثوسيانين، وهي أعلى بكثير في الخلايا الزرقاء، كما أن مستوى أيونات الألومنيوم أعلى في الأزهار الزرقاء. بالإضافة إلى ذلك، يكون الرقم الهيدروجيني للخلية الزرقاء حوالي 4.1 والأحمر أقل بحوالي 3.3. هذا الجزيء الفائق غير مستقر نسبيًا ويمكن أن يتفكك بسهولة نتيجة لتغير تركيز المكون أو ظروف الأس الهيدروجيني، لذلك يمكن أن يفسر هذا سبب انخفاض ثبات اللون الأزرق في الكوبية.
تأثير الأس الهيدروجيني الفجوي على لون الزهرة: كانت نظرية الأس الهيدروجيني هي المفهوم الأول، الذي حاول تفسير لغز تكوين اللون الأزرق في بتلات الزهور. أظهرت الملاحظة الأولى أن السيانين المستخرج من القنطريون العنبري الزرقاء يغير اللون في محلول مائي في درجة حموضة مختلفة. في النطاق الحمضي، كانت الصبغة حمراء ولكن في المحلول القلوي كانت زرقاء. يؤدي إلى استنتاج مفاده أن زيادة الرقم الهيدروجيني في فجوة الخلية يجب أن يؤدي إلى زيادة اللون الأزرق. يمكن ملاحظة هذه الظاهرة في بتلات مجد الصباح ومجد الصباح الياباني الأزرق. خلال تطور الزهرة يمكننا أن نلاحظ تغير لون الزهرة من الأرجواني إلى الأزرق. تحتوي نبتة مجد الصباح على نوع واحد فقط من الأنثوسيانين من نوع دلفيندين ولا يتغير تكوينه أثناء نمو الزهرة، ولكن تغيير اللون ناتج عن زيادة الرقم الهيدروجيني في فجوة الخلايا الملونة من 6.6 في البراعم إلى 7.7 في الزهور الناضجة تمامًا. خلال المرحلة المبكرة من التطور، يتم الحفاظ على الأس الهيدروجيني الحمضي بواسطة مضخات البروتون، وفي المرحلة الأخيرة تكون تبادل أيونات الهيدروجين والبوتاسيوم مسؤولاً عن فجوة القلونة.

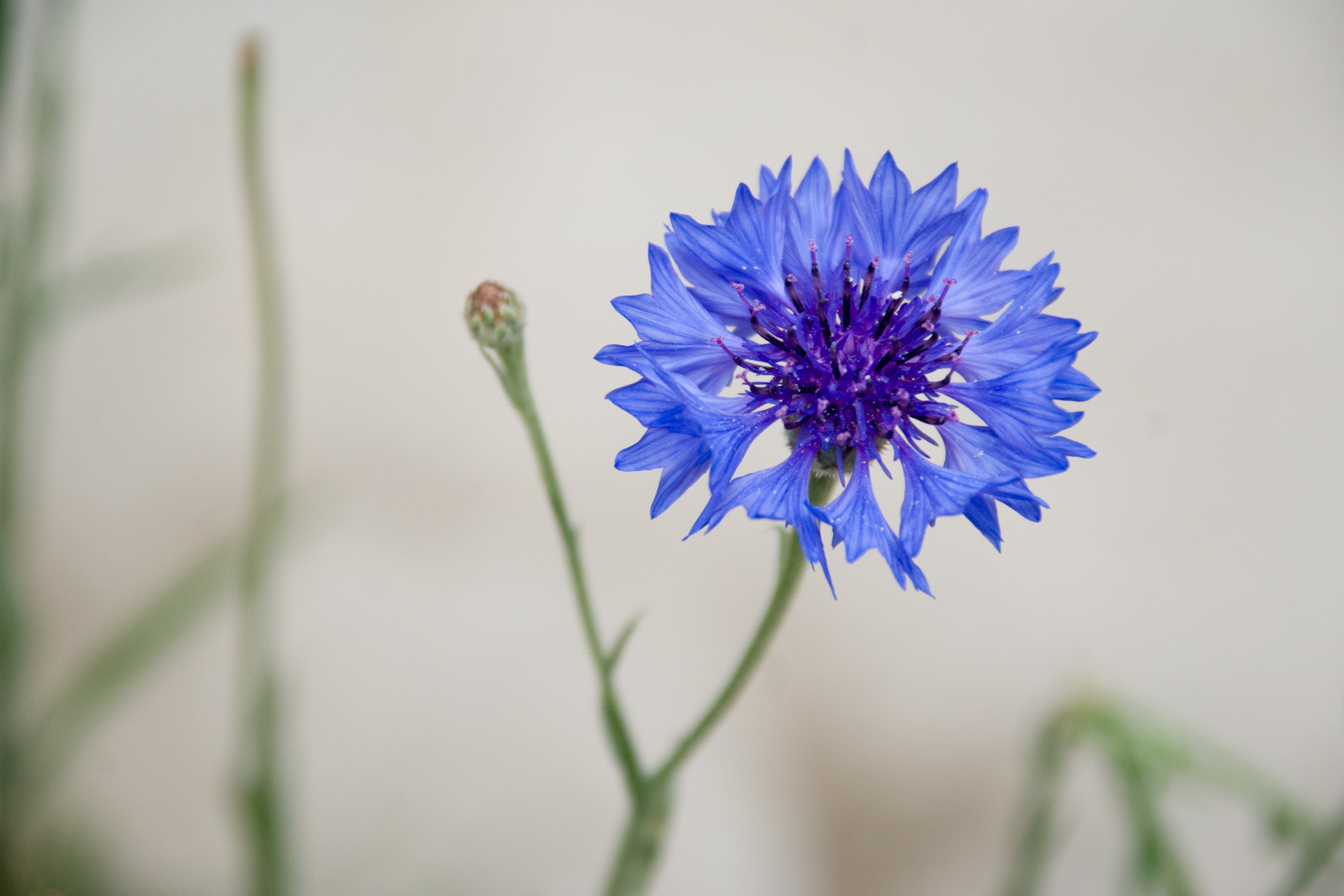
نبتة مجد الصباح

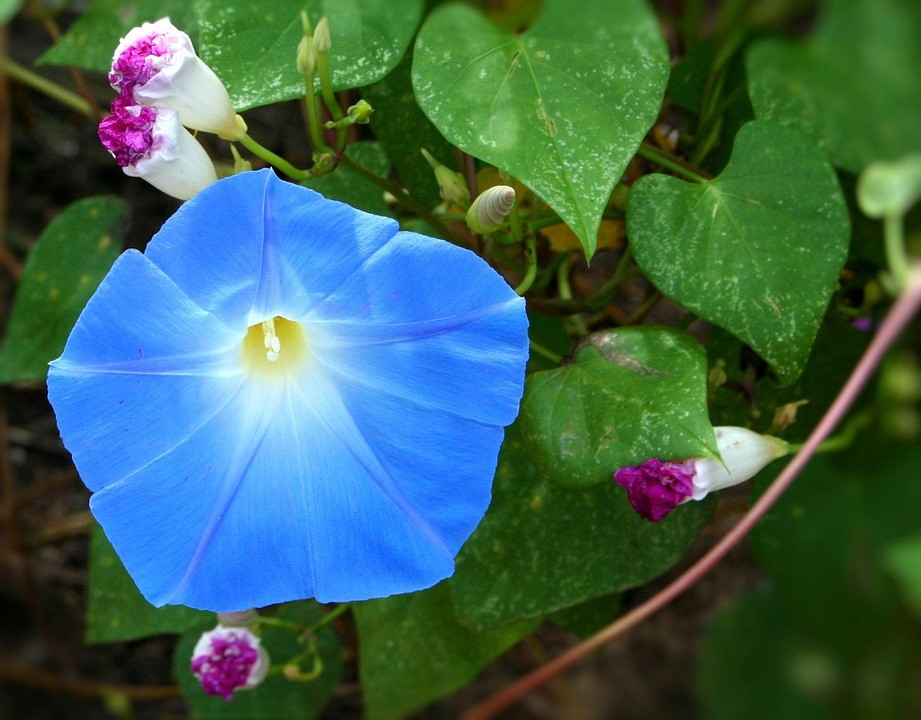
مجد الصباح بمراحل مختلفة من تطور الأزهار. يكون للبراعم لون وردي عندما تنضج الزهرة زرقاء.

## الأساس الجزيئي
أصبح مسار التخليق الحيوي للأنثوسيانين معروفًا الآن وتم التعرف على معظم الإنزيم. في تكوين أصباغ زرقاء بعض الإنزيمات لها دور مهم بشكل خاص. هذه الإنزيمات هي على وجه الخصوص الفلافونويد-3'5'-هيدروكسيلاز، وديهيدروفلافونول-4-رديكتاز.

## زراعة
في بعض الزهور ذات الأهمية الاقتصادية مثل الورود والقرنفل والأقحوان، على الرغم من بذل الكثير من الجهود، لم يكن من الممكن تكاثر الزهور بتلوين بتلات زرقاء. إن نقص إنزيم الفلافونويد-3'5'-هيدروكسيلاز ودلفيندين نوع الأنثوسيانين هو السبب في عدم إمكانية الحصول على لون الزهرة الزرقاء.

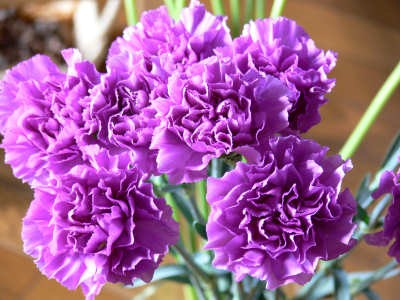
القرنفل الأرجواني

### القرنفل الأزرق
تم الحصول على قرنفل متراكم دلفيندين عن طريق الإفراط في تعبير إنزيم الفلافونويد-3'5'-هيدروكسيلاز وإنزيم ديهيدروفلافونول-4-رديكتاز في زهرة البتونيا من خلال إستنباتها، دون نشاط إنزيم ديهيدروفلافونول-4-رديكتا الداخلي. نتيجة لذلك، تم إنشاء عدد قليل من الأصناف ذات ألوان أرجوانية مختلفة من الزهور.

### الورود الزرقاء
يصعب الحصول على الورود باللون الأزرق/البنفسجي. كان عدم وجود إنزيم الفلافونويد 3'5'- هيدروكسيلاز والرقم الهيدروجيني غير الملائم للفجوة من العقبات الرئيسية. تم فحص الكثير من الأصناف لاختيار الأصناف المناسبة للتعديل الجيني. أخيرًا، تم الحصول على أزهار ذات ألوان بنفسجية/زرقاء من خلال الإفراط في تعبيرإنزيم الفلافونويد 3'5'- هيدروكسيلاز للبنفسج، والتنظيم السفلي لإنزيم ديهيدروفلافونول-4-رديكتازالداخلي وفي نفس الوقت الإفراط في تعبير إنزيم ديهيدروفلافونول-4-رديكتاز. نتيجة لهذه التعديلات، تتراكم الأزهار بشكل حصري تقريبًا من أصباغ دلفيندين في البتلات.
بالإضافة إلى ذلك، خطت أجهزة التهجين على مدار تاريخ زراعة الورد خطوات عديدة نحو إنتاج أنواع مختلفة من الورد بألوان من مجموعات ألوان الخزامى والبنفسجي. كانت هذه الألوان ذروة الموضة خاصة في أواخر القرن التاسع عشر، عندما جعلت الثورة الصناعية أصباغ الألوان الاصطناعية غير مكلفة ومتاحة على نطاق واسع لأول مرة. أصبحت الظلال المشرقة من اللون الأرجواني الملكي والبنفسجي والأزرق بشكل طبيعي شائعة للغاية وعصرية لأن هذه الألوان كانت متوفرة في السابق فقط للأثرياء للغاية. كانت الأصباغ المستخدمة في إنشاء هذه الألوان في السابق نادرة جدًا. تم إنشاء عدة فئات من زهور الحديقة باستخدام أزهار البنفسج والأرجواني خلال هذه الفترة الزمنية لتعكس الاتجاه المتزايد في شعبية هذه الألوان الفاخرة والنادرة سابقًا.
ترجع الألوان البنفسجية للأزهار إلى مركبات السياندين مع جزيئات السكر والمركبات المعدنية والعفص الموجودة بشكل طبيعي في بتلات الزهور.

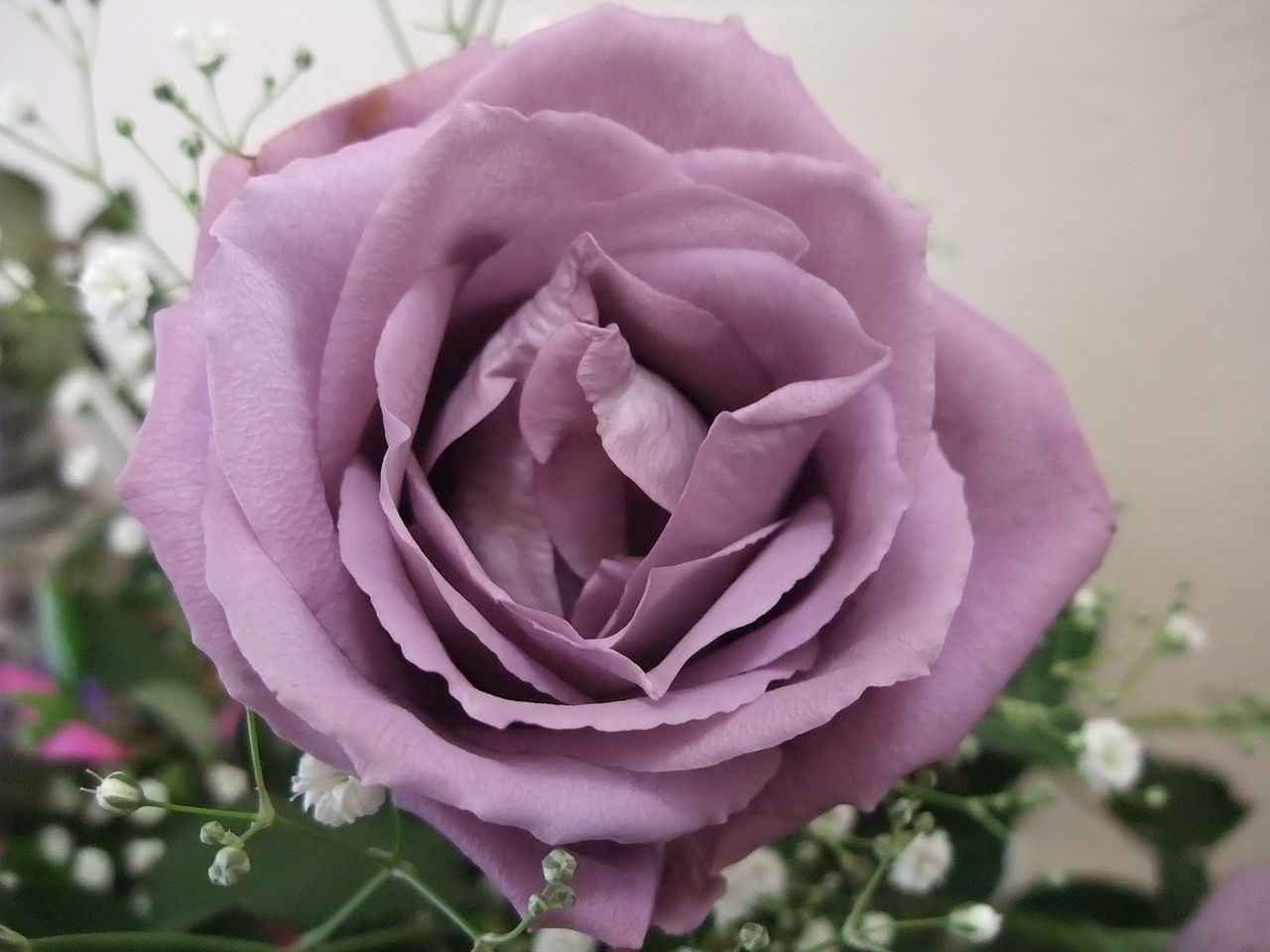
الوردة الزرقاء "تصفيق"

في أوائل القرن العشرين، تم إدخال نوع جديد من الورد يسمى بثنائي اللون في التجارة العالمية من الشرق الأوسط. يحتوي على أزهار ذات ظلال زاهية من الزبدة الصفراء والبرتقالية وأحمر الدم المخملي، والتي أدخلت سمات وراثية جديدة خلقت بالصدفة مسارًا نحو أصباغ اللافندر والأزرق الجديدة المستقلة عن دلفينيدين، وهي صبغة زرقاء غير موجودة بشكل طبيعي في الورود. يتضمن هذا المسار المراحل النهائية من تخليق صبغة الفلافانويد التي تؤدي عادةً إلى ظهور الأزهار باللون الأصفر أو البرتقالي. حملت هذه الأنواع الجديدة آثارًا صغيرة من الجينات غير المستخدمة التي سمحت بإنتاج نوع آخر من الصباغ الأزرق يسمى روزسينين، والذي تطورت معظم الورود للتوقف عن استخدامها لصالح إنتاج روائح الزهور لجذب الملقحات. يسمح الروزسيانين للورود بأن تأتي بألوان البنفسجي والخزامى والظلال الزرقاء الحقيقية. يمكن رؤية هذه الألوان في أزهار الشاي الهجينة «الفضة الإسترليني» و«الفتاة الزرقاء» و«القمر الأزرق»، من بين ألوان أخرى، والتي تنحدر من الورود الصفراء. وعلى وجه الخصوص، تم استخدام وردة شاي هجين صفراء شهيرة تسمى «السلام»، والتي سميت للاحتفال بنهاية الحرب العالمية الثانية، على نطاق واسع في التهجين، وولدت معظم أنواع شاي اللافندر الأصلي المهجن.
في عام 2004، أنتجت شركة سنتوري (Suntory) اليابانية وردة زرقاء، اسمها «تصفيق».